# Haylmore Creek
Haylmore Creek är ett vattendrag i Kanada.   Det ligger i provinsen British Columbia, i den sydvästra delen av landet, 3 500 km väster om huvudstaden Ottawa. Haylmore Creek ligger vid sjön Anderson Lake.
Trakten runt Haylmore Creek består i huvudsak av gräsmarker. Trakten runt Haylmore Creek är nära nog obefolkad, med mindre än två invånare per kvadratkilometer.